# Бурхард II фон Халберщат
Бурхард фон Велтхайм (на немски: Burchard von Veltheim, Bucco, Buko; Burchard II von Halberstadt; * ок. 1028; † 7 април 1088, манастир Илзенбург) е немски клерик и като Бурхард II от 1059 до 1088 г. епископ на Халберщат.

## Произход и управление
Бурхард произлиза от благородническия род Велтхайм и по линията на майка му Енгела фон Щойслинген е внук на Валтер фон Щойслинген и племенник на архиепископите Анно II от Кьолн и Вернер от Магдебург.
През зимата на 1067/1068 г. като епископ Бурхард води поход против нехристияните Лютичи. През 1073 г. по време на саксконското въстание той е към противниците на Хайнрих IV. Той е пленен от императорската войска на 13 юни 1075 г. в битката при Хомбург на Унстут и предаден като затворник на епископа на Бамберг. През 1076 г. е изгонен в Унгария. По пътя успява да избяга и същата година се връща обратно в Халберщат.
Бурхард има от март 1088 г. конфликти с маркграф Екберт II от Майсен. Той е ранен на 6 април 1088 г. в Гослар. Умира на 7 април 1088 г. в манастир Илзенбург и е погребан в манастирската църква.